# オフィス・ビッグ
有限会社オフィス・ビッグ（Office Big）は、大阪市平野区にある芸能事務所。
代表取締役は元大野剣友会所属の田中耕三郎。

## 概要

### 業務関連
- 「ビッグアクション」
- アクション企画「ビッグ」
- プロ俳優養成所「ビッグアカデミー」
- 「ビッグアクションジュニア」アクション教室
- 劇団「和(ヤマト)」
- バトル・アクション・チーム
- 取場製作所

### 事業内容
- 所属俳優のマネージメント、プロモーション並びにパブリシティー活動
- 「オフィス・ビッグ」及び「ビッグアクション」の企画・運営
- エンタティンメントプロデュース、カルチャー&スポーツイベントなどの企画・運営
- 所属俳優の養成及び「ビッグアカデミー」の企画・運営
- 劇団「和(ヤマト)」による舞台公演の企画・制作・演出
- 放送番組、映像ソフト、出版物などの企画・制作
- 所属俳優のファンクラブ運営業務
- 商品企画および商品開発
- 各種イベントの企画・制作
- 上記活動に付帯する一切の業務

## 沿革
1976年-
- 「ビッグアクション」の名称でアクション企画会社を設立
- 東京に活動拠点を置き、テレビや映画、舞台等に多数出演
- テレビでは特撮番組の「秘密戦隊ゴレンジャー」や「忍者キャプター」、「バトルフィーバーJ」等のアクションを担当
- その後、俳優の小林旭に師事しビッグアクション傘下「グループA・K」を設立
- 小林旭主演の「旅がらす事件帖」や「幻之介世直し帖」等のテレビ番組にレギュラー出演
- 「小林旭」特別公演や「島倉千代子」特別公演等の舞台レギュラー出演
- 橋幸夫、堺正章、市川猿之助等の公演にも出演

1994年-
- 東京から大阪に活動拠点を移し、杉良太郎の特別公演やテレビ番組等の出演で本格的な芸能活動を再開
- 松竹京都映画株式会社（通称：松竹京都）制作協力の多数の作品やNHK制作の「聖徳太子」等に出演

2000年-
- 俳優部門の充実をはかるため「ビッグアクション」を傘下に置き「オフィス・ビッグ」に名称を変更
- 従来のアクション専門の俳優事務所から、新たに子役や女優陣をメンバーに加え、幅広く活躍出来る俳優事務所を設立

2003年-現在
- 有限会社「オフィス・ビッグ」として法人登記
- プロ俳優養成所「ビッグアカデミー」、劇団「和(ヤマト)」設立
- 「ビッグアカデミー」を通して幅広い人材を発掘、育成、総合プロダクションへの道を歩む
- 松竹京都制作作品にて多数出演

## 所属タレント

### 男優
- 田中耕三郎
- 田中輝
- 荒井知啓
- 石原広明
- 市岡梢

## 出演作品

### 映画
- たそがれ清兵衛
- 壬生義士伝
- あずみ
- あずみ2 Death or Love
- 嗤う伊右衛門 Eternal Love
- 阿修羅城の瞳
- 隠し剣鬼の爪
- 蟬しぐれ
- 花よりもなほ
- 大帝の剣
- 呉清源〜極みの棋譜〜
- ヒョンジェ
- クローズZERO
- TAJOMARU

### テレビ
- 時代劇ドラマ「鬼平犯科帳」（フジテレビ）
- ハイビジョン大型ドラマ「聖徳太子」（NHK）
- ひとりじゃないの（MBS）
- 裁きの銀（MBS）
- 部長刑事シリーズ・警部補マリコ（ABC）
- スーパー時代劇「陰陽師☆安倍晴明〜王都妖奇譚〜」（フジテレビ）
- 新春ワイド時代劇「壬生義士伝〜新選組でいちばん強かった男〜」（テレビ東京）
- 新春ワイド時代劇「忠臣蔵〜決断の時」（テレビ東京）
- 新春ワイド時代劇「竜馬がゆく」（テレビ東京）
- 新春ワイド時代劇「天下騒乱〜徳川三代の陰謀」（テレビ東京）
- 新春ワイド時代劇「忠臣蔵 瑤泉院の陰謀」（テレビ東京）
- 金曜エンターテイメント「京都祇園入り婿刑事事件簿9」（フジテレビ）
- 金曜エンターテイメント「京都祇園入り婿刑事事件簿10」（フジテレビ）
- 女と愛とミステリー「優雅な悪事２」（テレビ東京）
- 女と愛とミステリー「よそ者」（テレビ東京）
- 土曜ワイド劇場「京都殺人案内25」（ABC）
- 土曜ワイド劇場「京都のテミス女裁判官１」（ABC）
- 土曜ワイド劇場「大阪社会部ひまダネ記者１」（ABC）
- 土曜ワイド劇場「古都」（テレビ朝日）
- 天切り松 闇語り（フジテレビ）
- 丹下左膳（フジテレビ）
- 巷説百物語 〜狐者異〜（WOWOW）
- 巷説百物語 〜飛縁魔〜（WOWOW）
- 剣客商売スペシャル 〜決闘・高田の馬場〜（フジテレビ）
- 河井継之助 〜駆け抜けた蒼龍〜（日本テレビ）
- 白虎隊（テレビ朝日）

### 舞台
- 新歌舞伎座 石川さゆり 特別公演 「千年の恋」
- 2002 新歌舞伎座 松井誠 特別公演「大殺陣・雄呂血」
- 2003 新歌舞伎座 松井誠 特別公演「大殺陣・雄呂血」
- 2003 松竹座公演「友情」
- 2007 新歌舞伎座特別企画 芸能生活五十年記念 小林旭 特別公演「無法松の一生」
- 2007 五木ひろし｢流行歌100年」Dream Stage2007 in 新歌舞伎座